# 経済史
経済史（けいざいし、英: economic history）は、経済史学とも呼ばれ、通時的に経済現象を考察する経済学の分野であり、経済現象の解明に重点を置く形で歴史分析を行うものである。
大学では主に経済学科、史学科等で研究されている。
一般には、フリードリッヒ・リストを先駆とするドイツ歴史学派がその起源とみなされている。

## 計量経済史
計量経済史（英: cliometrics）は、計量経済学の手法を経済史の研究に応用したものであり、ダグラス・ノースらによって形成された。なお、（記述統計を主に用いる）数量分析と（モデルを用いる）計量分析とを峻別する立場からは、「cliometrics」と「計量経済史」を同一視することに批判も出されている。英語圏のcliometricsに関する論文で計量モデルを用いたものの比率が、近年はそれほど高くないためである。こうしたことを踏まえる論者は、「cliometrics」に「数量経済史」という訳語をあてているようである。

## 比較歴史制度分析
最近では比較制度分析の視点から経済史を見ることも行われている。ただしこうした見方については、史実の扱い方に問題があるといった批判も出されている。類似の立場でありながら、より歴史的分析を深めようとする立場に、アブナー・グライフらによって提起された比較歴史制度分析がある。

## 日本における経済史研究

### 日本経済史
本格的な日本経済史研究の嚆矢となったのは、1930年代における講座派と労農派による日本資本主義論争とみなされている。これはマルクス経済学に従って、当時の日本がどの歴史的段階にあるかについて争われたものである。

### 西洋経済史
かつては東京大学の大塚久雄が構築したいわゆる大塚史学（比較経済史学）の影響が強く、対象も資本主義体制への移行期および産業革命期に重点が置かれていた。しかし、近年は世界システム論、ジェントルマン資本主義論、プロト工業化論、社会史（特にアナール学派）などの新たな問題提起を受けて研究視角の多様化が見られ、また対象時期も拡大し、産業革命以降、とりわけ20世紀以降に関する研究も蓄積されてきている。

### アジア経済史
アジア経済史は地域的に大きく分けて、東アジア経済史と東南・南アジア経済史、そして西アジア経済史に分類できる。東アジア経済史は主に中国およびその周辺地域（朝鮮半島、モンゴル、中央アジア）を取り扱う。東南・南アジア経済史はASEAN諸国とその周辺地域を取り扱う東南アジア経済史と、インドおよびその周辺（パキスタン・バングラデシュ・ミャンマー）の地域を取り扱う南アジア経済史からなる。そして、西アジア経済史は中近東のイスラーム諸国及びイスラーム圏の北アフリカ諸国を取り扱う。
経済史の手法に従い、農業や工業といった産業別分析（特に綿工業、第一次産品産業など）、土地制度、税制などを取り扱う。西洋経済史と対照的にアジア経済史の特徴は、多くのアジア諸国が旧植民地諸国であり、現在に至るまで発展途上国としての歩みを続けていることから、国際開発論（特に開発経済学）との関係性が大きい。アジア経済史を専攻する者も国際開発論を専攻する者も、互いの分野を学習する必要性が高い。

### グローバル経済史
フェルナン・ブローデルの『地中海』や従属理論を受けて、イマニュエル・ウォーラーステインは世界資本主義論・世界システム論を構築、その後グローバル経済史研究は格段に進展した。日本の研究者としては、世界システム論を日本に紹介した川北稔や山下範久、海洋史観を唱える川勝平太らがいる。世界資本主義論はウォーラーステイン以前に河野健二や岩田弘によって考案されていた。

## 学術雑誌
- Journal of Economic History（英語版）
- Economic History Review（英語版）
- Explorations in Economic History（英語版）